# Commerce intra et inter industriel
Il y a commerce intra industriel lorsque les exportations et les importations d'un même pays
se font majoritairement entre produits appartenant à une même branche d'activité. D'après certains commentateurs économistes, il représenterait (années 2020 : 2019, covid-19, "reprise 2021"...) 70% des échanges commerciaux mondiaux, la concurrence lointaine s'opposant aux "circuits courts".
Il y a commerce inter industriel lorsque les exportations d'une branche sont compensées par des
importations d'une autre branche.